# Océane Top 16
Océane Top 16 est une équipe cycliste française évoluant en Division nationale 2 et basée en Charente.

## Championnats nationaux
- Championnats de France sur route : 3
  - Course en ligne espoirs : 2011 (Damien Le Fustec)
  - Contre-la-montre amateurs : 2016 et 2017 (Yoann Paillot)

## Océane Top 16 en 2017[1]

### Effectif
| Cycliste | Date de naissance | Nationalité | Équipe 2016 |
| -------- | ----------------- | ----------- | ----------- |

### Victoires
| Date | Course | Pays | Classe | Vainqueur |
| ---- | ------ | ---- | ------ | --------- |

## Anciens coureurs
- Clément Barbeau
- Nicolas Crosbie
- Damien Le Fustec
- Paul Poux
- Marc Staelen
- Mathias Le Turnier
- Yoann Paillot